# Cholm (Afghanistan)
Cholm (auch Chulm; Paschtu/Dari: خلم), früher Tasch Kurgan, ist eine Stadt in Afghanistan in der Provinz Balch, 60 km von Masar-e Scharif entfernt. 
Cholm liegt am gleichnamigen Fluss nördlich des Gebirgskamms des Marmalgebirges, eines Ausläufers des Hindukusch.
Nach Berechnungen 2012 weist die Stadt eine Bevölkerung von 16.597 Einwohnern auf. Die Stadt wurde im Zuge der Paschtunisierung umbenannt.
Im Dezember 2010 wurde nahe der Stadt ein Berater der KfW Bankengruppe getötet. Er sollte den Bau einer Straße von Cholm nach Masār-e Scharif überwachen.